# École nationale supérieure de chimie de Montpellier
Die École nationale supérieure de chimie de Montpellier (ENSCM) ist eine französische Ingenieurhochschule, die 1889 gegründet wurde.
Die ENSCM bietet Ausbildung für Ingenieure und Forscher in Chemie in den folgenden Bereichen an:
- Makromolekulare Chemie (insbesondere Heterochemie)
- Weiche Chemie
- Design und Entwicklung von Festkörpern (Makromoleküle, Hybridmaterialien, katalytische Materialien und Membranen)[2]

Die ENSCM ist in Montpellier. Die Schule ist Mitglied der Universität Montpellier.